# 암리타 셰르길

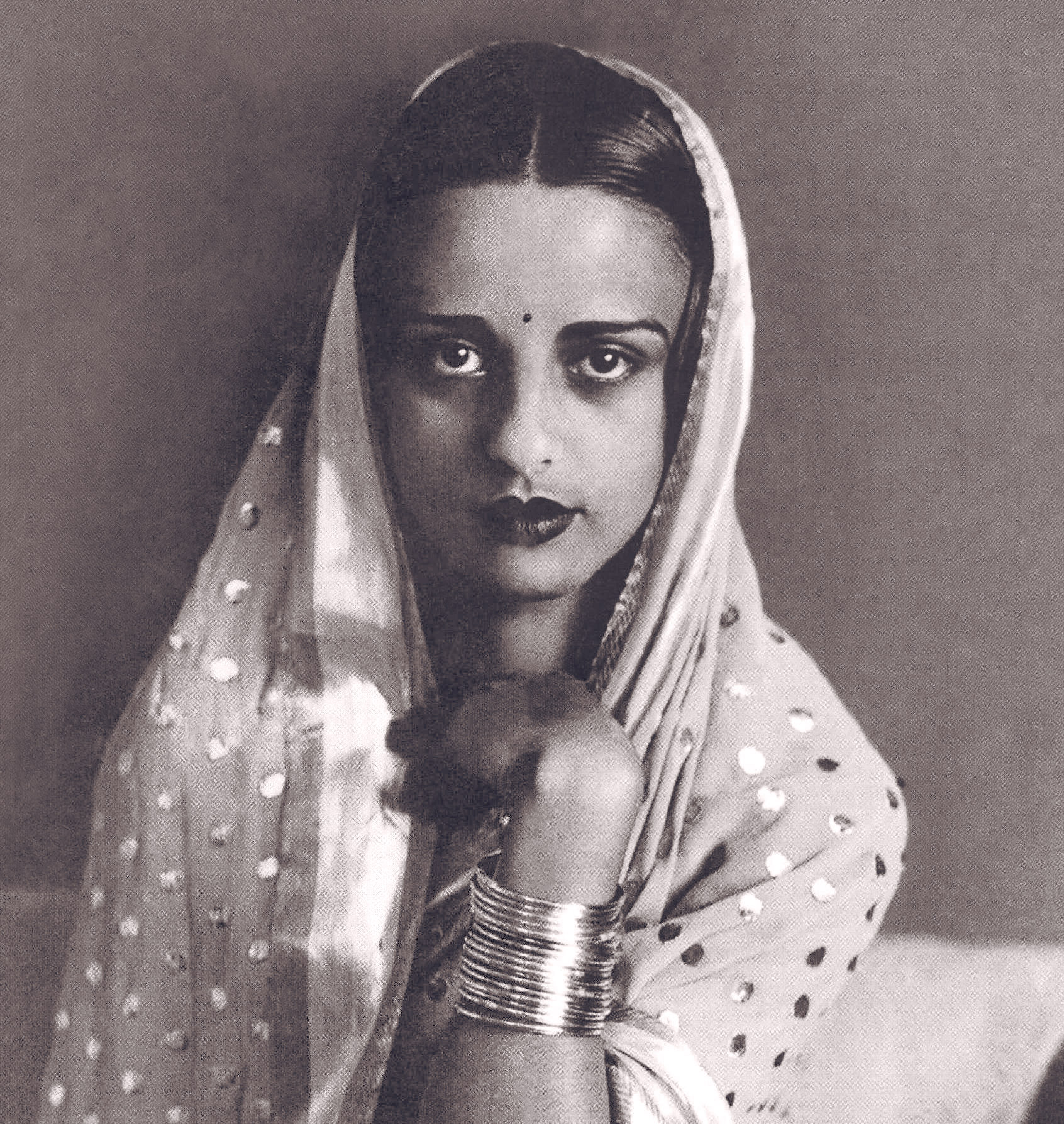
1936년 모습

암리타 셰르길(Amrita Sher-Gil, 1913년 1월 30일 – 1941년 12월 5일)은 헝가리계 인도 화가였다. "20세기 초 가장 위대한 아방가르드 여성 예술가 중 한 명"이자 현대 인도 미술의 선구자로 불려왔다. Sher-Gil은 어릴 때부터 그림 그리기에 관심을 갖고 8살 때 정식 수업을 시작했다. 그녀는 19세에 1932년 유화 영 걸스(Young Girls)로 처음으로 인지도를 얻었다. 셰르길은 그림 속에 사람들의 일상생활을 묘사했다.
셰르길은 평생 동안 터키, 프랑스, 인도를 포함한 다양한 국가를 여행했으며 식민지 이전 인도 예술 스타일과 현대 문화에서 크게 영향을 받았다. 셰르길은 20세기 인도의 중요한 화가로 간주되며, 그의 유산은 벵골 르네상스의 선구자들과 동등한 수준이다. 그녀는 또한 열렬한 독자이자 피아니스트였다. 셰르길의 그림은 오늘날 인도 여성 화가들 사이에서 가장 비싼 작품 중 하나이지만 그녀가 살아 있었을 때 그녀의 작품을 인정한 사람은 거의 없었다.

## 갤러리

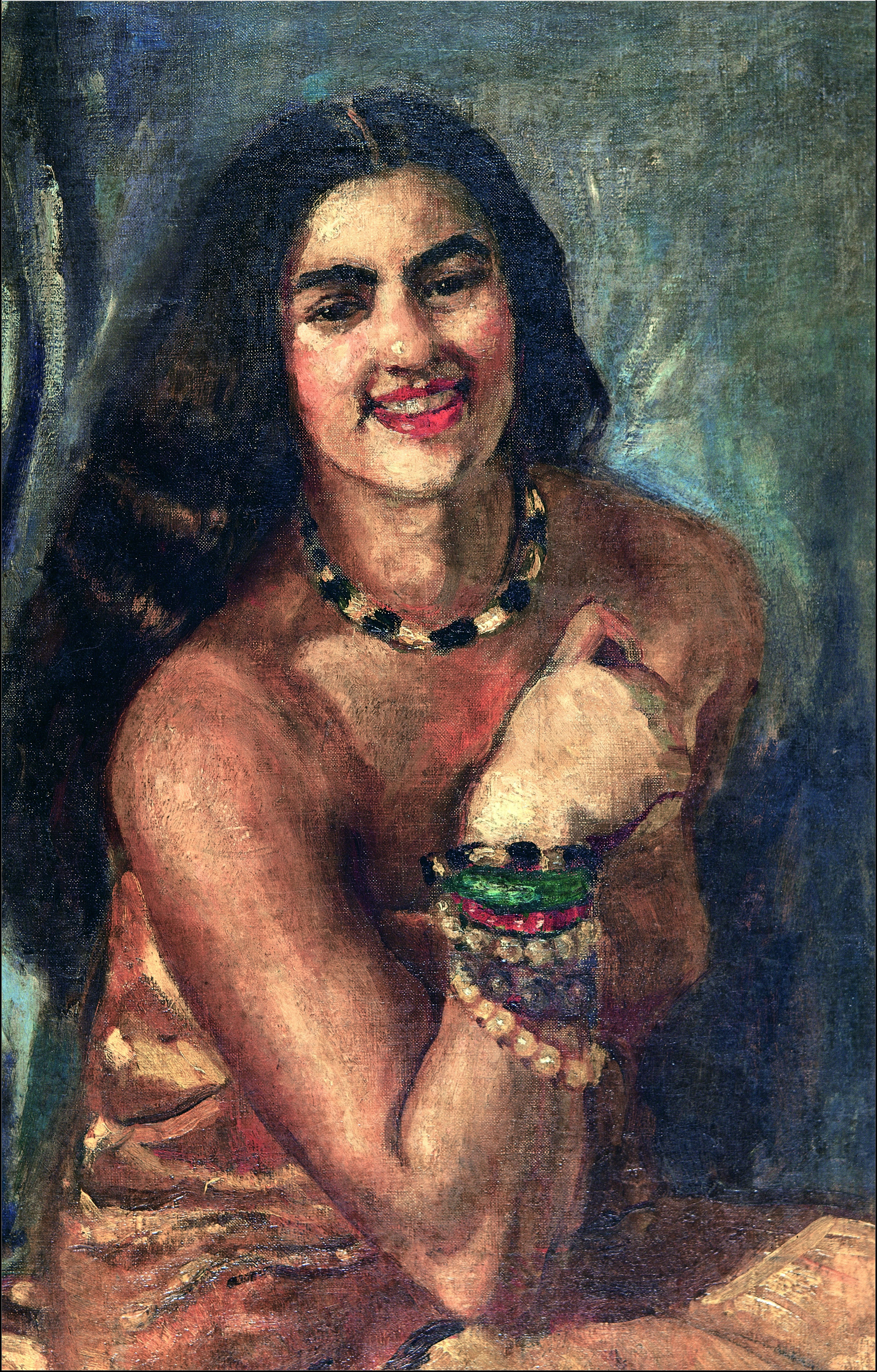
Self-portrait, 1930
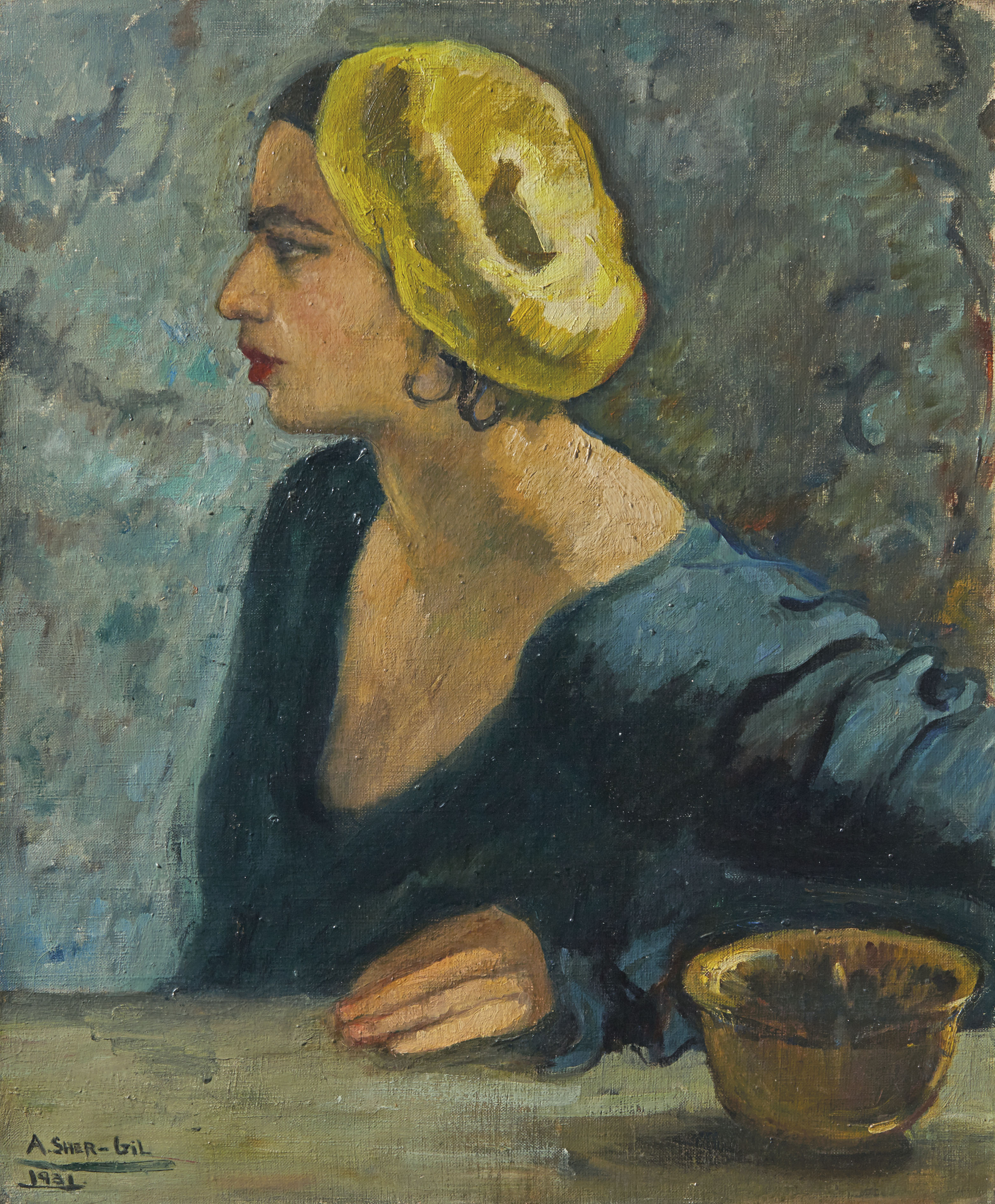
Self-portrait (untitled), 1931
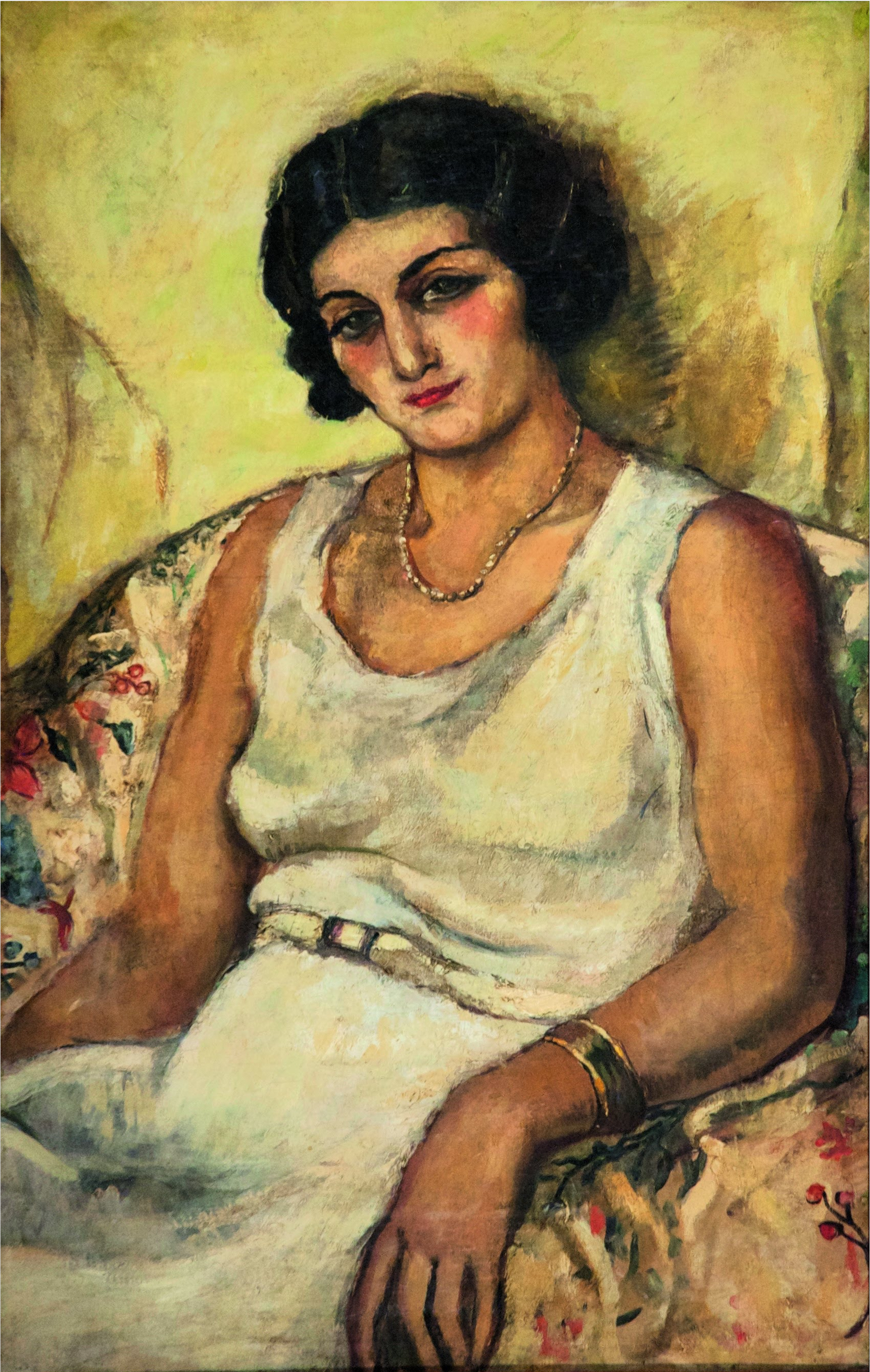
Klára Szepessy, 1932
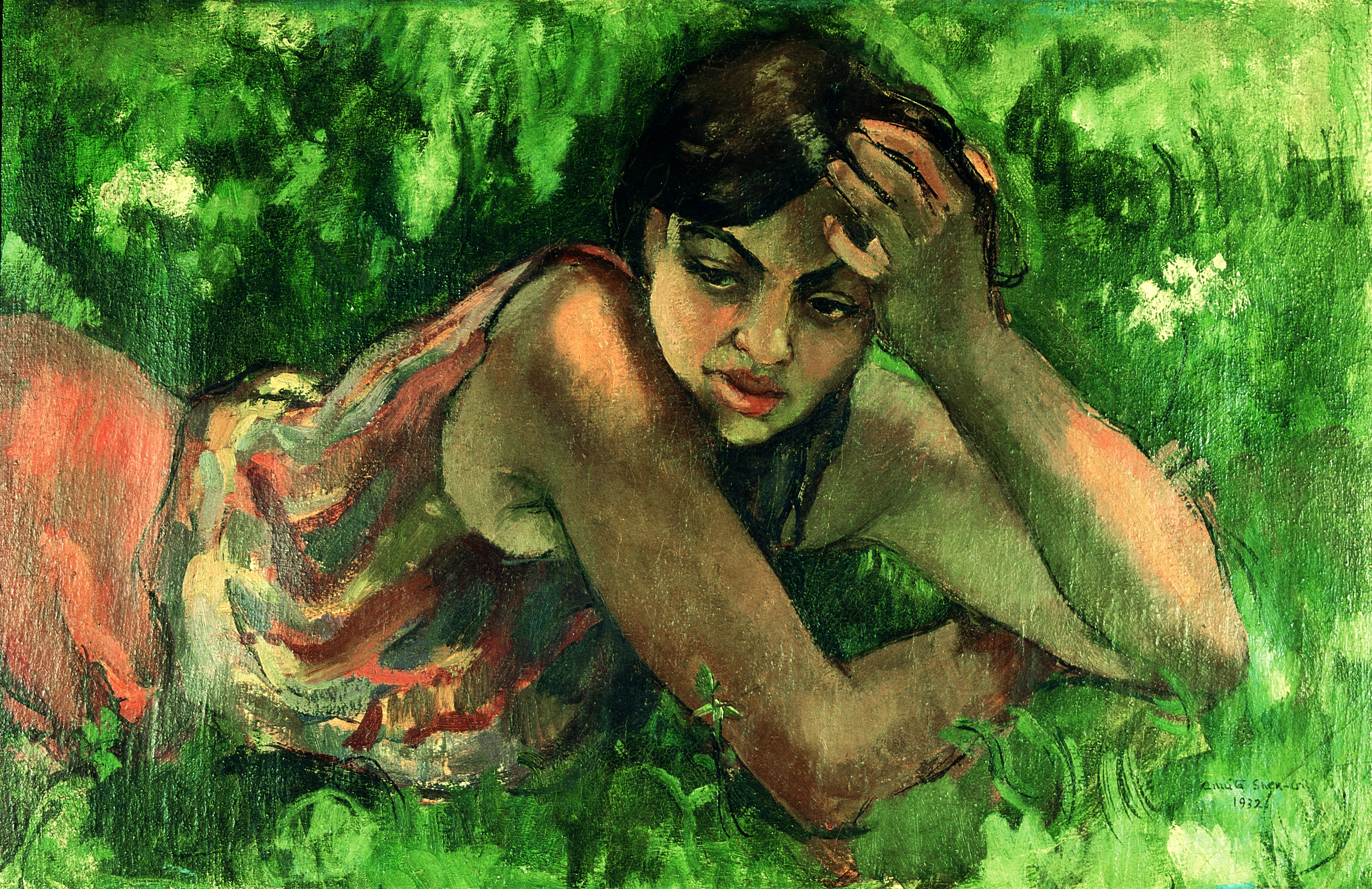
Hungarian Gypsy Girl, 1932
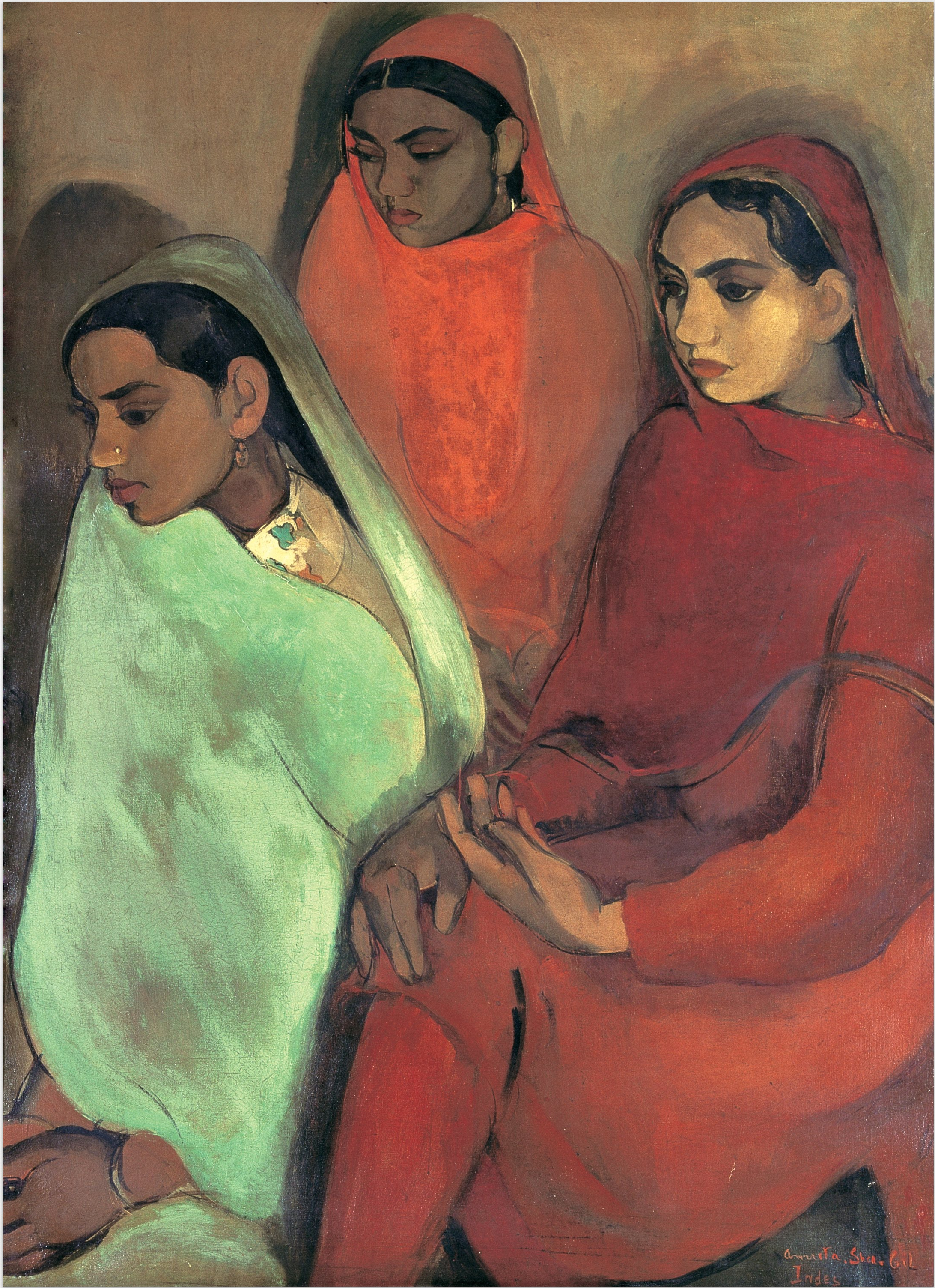
Group of Three Girls, 1935
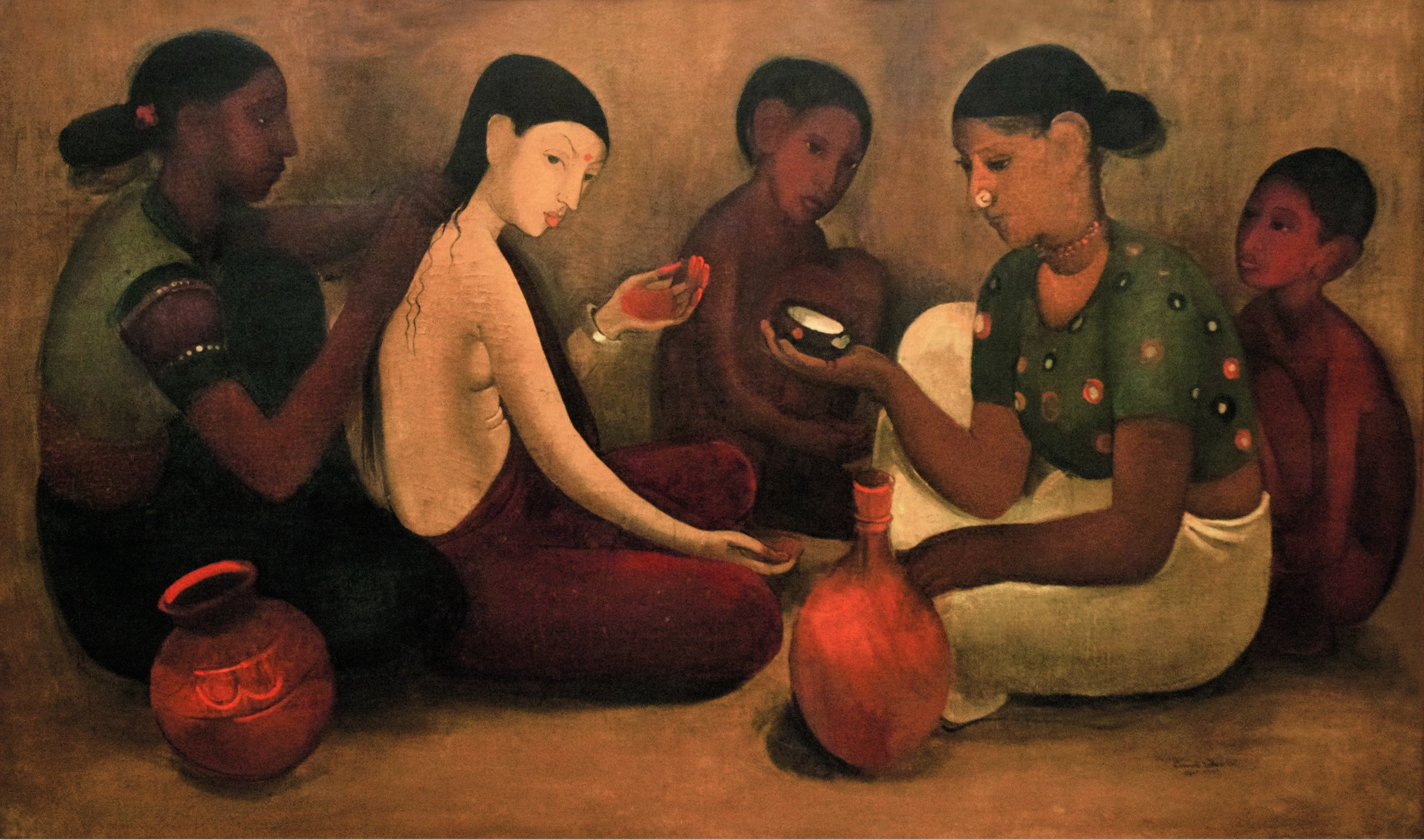
Bride's Toilet, 1937
Village Scene, 1938